# アイセン・デル・ヘネラル・カルロス・イバニェス・デル・カンポ州

アイセン・デル・ヘネラル・カルロス・イバニェス・デル・カンポ州
XI Región Aysén del General Carlos Ibáñez del Campo

アイセン・デル・ヘネラル・カルロス・イバニェス・デル・カンポ州（Región de Aysén del General Carlos Ibáñez del Campo）＝XI州（第十一州）は、チリ南部の州。州都はコイハイケ（Coihaique）。面積は107,153km2、人口は103,158人（2017年）。単にアイセン州とも称される。
州名は、元大統領のカルロス・イバニェス・デル・カンポ将軍に由来する。

## 地理
パタゴニアの一部である。海岸線は典型的なリアス式海岸で、タイタオ半島やウェリントン島などの半島や島々が多く存在する。

## 隣接州
- ロス・ラゴス州
- チュブ州
- サンタクルス州
- マガジャネス・イ・デ・ラ・アンタルティカ・チレーナ州

## 行政区分
四つの県から構成される。
- アイセン県（スペイン語版、英語版）
- カピタン・プラト県（スペイン語版、英語版）
- コイハイケ県（スペイン語版、英語版）（コイアイケ）
- ヘネラル・カレーラ県（スペイン語版、英語版）